# Генрих V (император Священной Римской империи)
Генрих V (нем. Heinrich V; 11 августа 1086, Гослар, Нижняя Саксония — 23 мая 1125, Утрехт) — король Германии с 1106 года, император Священной Римской империи с 1111 года. Последний представитель Салической династии, сын императора Генриха IV и Берты Савойской.

## Приход к власти
Когда его старший брат Конрад в 1093 году возмутился против отца, Генрих был назначен наследником, но в декабре 1104 года Генрих, в свою очередь, восстал против отца и покорностью папе привлек на свою сторону духовную партию. Во время похода Генриха IV в Саксонию против графа Дитриха, нарушившего постановление о мире от 1103 года, молодой Генрих в ночь на 12 декабря 1104 года тайно покинул войско, отправился в Баварию и тем самым вынудил императора вернуться. Генрих-младший отрёкся от отца, опасаясь, что папа римский откажется короновать сына трижды преданного анафеме императора. Как и старший брат, молодой Генрих также примкнул к сторонникам папы римского, после чего получил заверение нового папы, Пасхалия II, что коронация состоится. В начале 1105 года молодой Генрих добился освобождения себя от клятвы верности, данной отцу, не отказавшись при этом от права инвеституры. Восстание быстро распространилось также в Саксонии и Тюрингии, но по военной силе Генрих IV всё ещё превосходил своего сына. В октябре 1105 года они встретились под Регенсбургом. Генриху-младшему удалось склонить часть императорского войска к измене и тем самым предотвратить сражение.
На рейхстаге, который молодой Генрих созвал на Рождество 1105 года в Майнце, этот конфликт должен был разрешиться в присутствии папских легатов. Император был намерен лично отстаивать здесь своё право и отправился из Кёльна на юг. Чтобы воспрепятствовать появлению отца перед князьями, Генрих-младший выступил ему навстречу. Гарантировав свободный проезд, Генриху V удалось обмануть императора, заключить его под стражу в крепость Бёкельхайм (на юго-западе от Майнца) и вынудить передать имперские регалии. 31 декабря он принудил его к отречению, а 6 января 1106 года получил в Майнце императорские инсигнии и принял присягу верности от имперских князей.
Смирив в последующие годы строптивых вассалов и победив богемских князей, он поднял после вступления на престол упавшее значение королевской власти.

## Отношения с польскими князьями
В 1109 году польский князь Збигнев, изгнанный младшим братом Болеславом Кривоустым, обратился к Генриху с просьбой о военной поддержке в борьбе за верховную власть в Польше. Генрих согласился, предварительно потребовав от Болеслава отдать половину королевства брату, установить двоевластие в Польше и выплатить германскому императору 300 марок. Отказ Болеслава привел к военному вторжению Генриха на территорию Силезии. Однако решающая битва под Глогувым (битва на Собачьем Поле) окончилась поражением Генриха, который отказал в поддержке Збигневу и перестал вмешиваться во внутренние дела польского королевства.

## Борьба за инвеституру
Вскоре ему пришлось вступить в борьбу с папой Пасхалием II из-за права инвеституры. В 1110 году Генрих с тридцатитысячным войском вступил в Италию, и папа вынужден был заключить с ним договор, по которому епископы должны были возвратить все имперские лены. Объявление договора перед коронацией в церкви Св. Петра вызвало противодействие со стороны епископов; папа отказался от коронования, но Генрих взял его в плен вместе со всеми кардиналами и вынудил у него признание за короной права инвеституры, точно так же как и обещание никогда не отлучать его от церкви; после чего он был коронован (13 апреля 1111 года).
Едва он вернулся в Германию, как Пасхалий объявил договор вынужденным и разрешил своему легату, архиепископу Гвидо Вьенскому, отлучить императора от церкви. На отлучение это Генрих обратил мало внимания, тем более, что был занят войной против германских князей. В 1113 году Генрих V подавил мятеж графа Бар, овладев ценой больших жертв его крепостью. В 1114 году Генрих V подавил бунт, возглавляемый графом Вигбертом, и захватил в плен самого графа. Для осуждения мятежников король собрал курию князей в Вюрцбурге. Граф Вигберт был приговорён к смертной казни с конфискацией всех его владений. Приговор был приведён в исполнение.
В то время как восстание саксонских князей было, по-видимому, подавлено победой, одержанной полководцем Генриха, Гойером Мансфельдским, при Варенштедте, вспыхнуло вновь восстание рейнских и вестфальских князей; Генрих был побежден в битве при Вельфесхольце, у Вельфского леса на реке Виппер под Мансфельдом (11 февраля 1115 года). Его военачальник Хойер фон Мансфельд погиб в этом бою, а сам Генрих вынужден был бежать из Саксонии.
На соборе во Фритцларе 1118 года, проходившем под председательством папского легата Куно фон Ураха, он был вторично отлучён от церкви. Это обстоятельство и смерть маркграфини Матильды Тосканской, землями и имениями которой он желал завладеть, побудили его поручить защиту Германии оставшимся ещё верными князьям Швабии, а самому опять отправиться в Италию.
Завладев наследством Матильды, он изгнал из Рима Пасхалия II и после смерти его добился избрания Григория VIII, которому, однако, духовная партия выставила соперника в лице Геласия II. Этот последний вновь отлучил императора от церкви, но вынужден был бежать во Францию. После смерти Геласия папой сделался архиепископ вьенский Гвидо под именем Каликста II.
Поспешив в Германию, где продолжались междоусобицы, Генрих умиротворил князей установлением земского мира и обещанием возвратить каждому отнятое у него. После продолжавшихся ещё два года междоусобиц он подтвердил эти обещания на Вормсском сейме 1121 года. Здесь князья соединились с ним, так что Каликст, ещё раз отлучивший Генриха от церкви, должен был согласиться на то, чтобы впредь в Германии епископы избирались в сан в присутствии императора или его послов, — и только после вручения им, самолично королём, скипетра вступали во владение церковными ленами. Этот договор известен под названием Вормсского конкордата (1122 год).

## Последние годы жизни
Генриху приходилось ещё несколько раз вступать в борьбу с непокорными князьями, причём большей частью ему не везло в этой борьбе. В начале 1125 года болезнь похожая на рак, от которой он давно страдал, обострилась. Он умер 23 мая 1125 года в возрасте 38 лет в Утрехте. Будучи бездетным, он передал свои владения племяннику Фридриху Швабскому и тем самым признал его наследником без необходимого формального выдвижения. Похоронен в Кафедральном соборе Шпайера, в фамильном склепе. Со смертью Генриха V закончилось правление Салической династии.

## Семья

### Брак
Генрих V был женат на Матильде, дочери короля Англии Генриха I, но детей не оставил. С ним прекратился Салический, или Франконский, императорский дом. Его преемником был Лотарь Саксонский.